# Hämmelepa
Hämmelepa is een plaats in de Estlandse gemeente Saaremaa, provincie Saaremaa. De plaats heeft de status van dorp (Estisch: küla).
Tot in oktober 2017 behoorde Hämmelepa tot de gemeente Pihtla. In die maand ging Pihtla op in de fusiegemeente Saaremaa.

## Bevolking
Het dorp had 7 inwoners op 31 december 2011 en 8 inwoners op 31 december 2021.

## Geschiedenis
Hämmelepa werd voor het eerst genoemd in 1798 onder de naam Emalep, een dorp op het landgoed van Tõlluste.
In de jaren 1977-1997 maakte het buurdorp Leina deel uit van Hämmelepa.